# Mercadotecnia interna
Harvey Ball fue el inventor del Endomarketing.  

HARVEY BALL

En 1963, la State Mutual Life Assurance Company, de Worcester, Massachusetts (que hoy se llama Hanover Insurance) adquirió otra empresa, la Guarantee Mutual Company, de Ohio. La unión de las dos empresas resultó importante el descenso  de la moral de los empleados de ambas empresas, se contrato los  servicios del diseñador Harvey Ball, quien había trabajado en agencias de publicidad hasta que abrió la suya, Harvey Ball Advertising, en 1959. El brief que recibió Ball fue, simplemente, crear una imagen para levantar el espíritu de los empleados. 
Ball dibujo una cara sonriente con un ojo más pequeño que el otro y esto hizo que los ejecutivos de la empresa sonrieran, le pagaron 45$( hoy equivalen un poco más de 300$).
La imagen fue parte de la llamada “Campaña de la Amistad”, durante la cual State Mutual entregó 100 “pins” a los empleados, con el sencillo propósito de que sonrieran en el momento de atender a los clientes. Los botones se hicieron tan populares que empezaron a recibir pedidos de 10 000 unidades cada uno; para 1971, ya se habían vendido más de 50 millones de pines con la Smiley Face, y se comenzó a describir a la imagen como un ícono internacional. Ball nunca registró su creación, y State Mutual nunca ganó dinero por el diseño. Para 1971, ya se habían vendido más de 50 millones de pins con la Smiley Face, y se comenzó a describir a la imagen como un ícono internacional.
Harvey Ball murió en 2001, a los 79 años. Antes, tuvo tiempo de crear la World Smile Corporation, que otorga licencias para Smiley Faces y organiza el World Smile Day. Este último recauda dinero para ayudar en obras de beneficencia para chicos de todo el mundo. Y todo gracias a una campaña de “endomarketing”.
Concepto
Se llama marketing interno  o Endomarketing a las actividades de comunicación que se encargan de promocionar los valores de marca, la identidad corporativa e imagen corporativa de una compañía entre sus propios empleados.Así, estos se sienten enganchados y motivados en tu trabajo, lo que genera menos rotación y mayor productividad del equipo.
Estas acciones son parte de la política de comunicación interna de la empresa; el objetivo es que los trabajadores se identifiquen mejor con los productos o servicios que la empresa ofrece a los clientes, con su filosofía y sus valores, mejorando así su motivación y su fidelidad a la compañía.
Una empresa invierte en marketing interno porque una mayor coherencia entre sus imágenes interna y externa será detectable por sus clientes y la hará más creíble. Esto enlaza con la teoría de los clientes internos basada en tratar a los subordinados y colaboradores con la misma atención y nivel de servicio que a los propios clientes.
Tradicionalmente, los esfuerzos de las compañías se circunscriben a la venta exterior de la marca dejando en segundo plano a sus propios trabajadores. Además, los mecanismos tradicionales de comunicación interna (boletines, tablones de anuncios, etc.) no son útiles para desarrollar un marketing interno pues no están destinados a convencer sino simplemente a comunicar.
Para realizar un correcto marketing interno, es necesario:
- Elegir el momento apropiado. Cualquier momento es bueno para promocionar la imagen de empresa pero existen algunos especialmente propicios: lanzamiento de una campaña de marketing, cambio de la identidad corporativa, momentos de crisis en que son necesarios nuevos revulsivos, etc.
- Trabajar la coherencia entre el marketing interno y el externo. Es imprescindible que los mensajes que se están emitiendo al exterior sean coherentes con los internos para garantizar su eficacia.
- Permanecer en el tiempo. Los valores de la corporación y de la marca deben estar presentes en todas las actividades de los empleados. Para ello, es necesario practicar una política de comunicación suave pero continua.
- Enfocar la comunicación. Se debe partir del grado de comprensión de la marca que tienen los empleados para poder detectar así posibles distorsiones respecto al mensaje que realmente quier emitir la corporación. Para ello, es conveniente realizar un estudio previo recurriendo a diferentes medios como encuestas, reuniones informales, etc.
- Diseñar el mensaje según el tipo de organización. Se suele apelar a los valores morales pero poniendo énfasis en las creencias más que en las intenciones.
- Seleccionar el canal de comunicación apropiado. Puede ser a través de declaraciones de personal emblemático dentro de la compañía (presidente, director general), por ejemplo, con motivo de convenciones, reuniones departamentales, etc. o por otros medios más o menos convecionales: vídeos corporativos, grandes carteles, comunicaciones vía correo electrónico, reuniones no programadas, etc.
- Elaborar un plan estratégico que contemple una dotación presupuestaria y unos plazos de ejecución realistas. Se debe realizar un seguimiento del grado de implantación, reconocimiento y aceptación del plan para corregir cuanto sea necesario.

Para garantizar el éxito de la campaña de marketing interno es imprescindible la implicación de la gerencia de la compañía y la aceptación de los principales cuadros de la misma. Para ello, se aconseja la celebración de reuniones multifuncionales y la creación de equipos multidisciplinares tanto para su diseño como para su implantación y seguimiento.

La manera de hacer Marketing externo y Endomarketing  (Marketing interno)  es diferente:
El objetivo principal del Marketing externo o mercadotecnia es “llevar al cliente hasta el limite de la decisión de compra”  y el objetivo de Endomarketing (arriba mencionado), es “ enganchar y motivar a los empleados con el trabajo para generar menor rotación y mayor productividad”, para ser más efectivos logrando estos objetivos, la principal diferencia radica en la manera de hacerlo, ya que  en marketing externo se busca primero que los clientes sientan el deseo sobre algún producto o servicio y después lo satisfacen entregando valor, y en las campañas de endomarketing es todo lo contrario, primero es necesario entregar valor para que así los colaboradores incrementen el deseo de permanecer en la organización y tengan mayor productividad.
Las campañas de endomarketing para ser efectivas deben basarse en experiencias auténticas  sobre  las vivencias que los trabajadores experimentan en su día a día, por ejemplo si una marca promulga el respecto, antes de publicar algo al respecto deberá:  garantizar que los líderes en el trabajo diario traten con respeto a los colaboradores, crear espacios de aprendizaje para que los líderes aprendan a hacerlo y evaluarlos al respecto, de esta manera ya estarán entregando valor y es el momento de buscar los casos de los líderes y los equipos que experimentan el respeto,  para darlos a conocer a través de una campaña de endomarketing y así “generar aprendizaje mediante la comunicación interna se facilitará, al tener varios interlocutores que sean empleados de diferentes áreas y cargos, aportando ejemplos alineados a los temas estratégicos, que al ser construidos por cualquier miembro de la organización en forma de HISTORIAS o anécdotas darán mayor claridad sobre la manera de comportarse o trabajar en la organización”, de esta manera aumenta la credibilidad y la confianza en la marca y/o Organización.
Una ventaja para las PyMES
la ventaja para medianas y pequeñas empresas es favorable ya que se puede saber donde esta el problema y pueden opinar lo que les incomoda al trabajar en grupo.
El Endomarketing es una herramienta necesaria para todas las empresas ya que se conoce su estado de ánimo del trabajador al  momento  de realizar un nuevo proyecto y trabajar con nuevos compañeros y lleguen a un proyecto exitoso exitoso.
actualmente hay empresas que aun no conocen del Endomarketing  y mantienen al empleado solo trabajando y no hay el "respiro" como se dice, es indispensable que se tome mucho en cuenta acerca de los beneficios que da como resultado el Endomarketing resultan eficientes al momento de realizar el trabajo con un estado de ánimo diferente que el de la desconfianza o enojos que resultan perjudicial para la empresa.
1. ↑  «origen de la Smiley face».
2. ↑  Referencia vacía (ayuda)
3. ↑  «Comunicación Interna y Endomarketing».
4. ↑  «ENDOMARKETING».

- Datos: Q610554